# یوبراباتیتان
یوبراباتیتان (نام علمی: Uberabatitan) نام یک سرده از کلاد نوخزنده‌پایان است.